# Чемберджі Микола Карпович
Микола Карпович Чемберджі (вірм. Նիկողայոս Կարպիսի Չեմբերջյան; 11 (24) серпня 1903, Царське село — 22 квітня 1948, Москва) — радянський композитор. Заслужений діяч мистецтв Башкірської АРСР (1944). Лавреат Сталінської премії другого ступеня (1946).

## Біографія
Народився 11 (24) 8 1903 в Царському Селі (нині місто Пушкін), в сім'ї вірменського походження. Його батько — Карл Володимирович Чемберджі (лейб-медик Його Імператорської Величності) був одружений з рідною сестрою композитора Олександра Спендіарова — Валентиною Опанасівною Спендіарян. Чемберджі — прізвище з кримських вірмен роду Чемберджян.
Мати, Валентина, померла коли хлопчикові було два роки. Після чого батько відправив сина в Крим, де той виховувався в родині свого дядька-композитора. У 1917 році Микола Чемберджі поїхав в Москву, де спочатку був тапером, а потім вступив до Московської консерваторії, яку закінчив по класу композиції у А. М. Александрова. Був диригентом Центрального театру робітничої молоді — «ТРАМ»).
Чемберджі був членом Виробничого колективу студентів Московської консерваторії і вважався «попутником» в Російській асоціації пролетарських музикантів. Писав масові пісні, марші. Під час Другої світової війни створив у Уфі першу башкірську оперу «Карлугас» («Ластівка»). Член Комуністичної партії з 1942 року.
Микола Чемберджі — автор численних творів для великого симфонічного оркестру, серед яких, зокрема, «Таджицька сюїта», «Молдавська сюїта», симфонія «Вірменія», балет «Сон Дрьомович». Популярністю користувалася пісня Чемберджі «Усмішка» у виконанні А. В. Нежданової.
Чемберджі багато часу приділяв громадській діяльності, активно брав участь у перших кроках по створенню Музичного фонду СРСР, займав відповідальні посади в Спілці композиторів СРСР.
Помер 22 квітня 1948 року. Похований в Москві на Новодівичому цвинтарі (ділянка № 3).

## Сім'я
- Дружина — піаністка і композитор Зара Олександрівна Левіна.
  - Донька — філолог Валентина Чемберджі.
    - Онук — піаніст Олександр Маркович Мельников.
- Тітка (сестра матері) — Тетяна Олександрівна Спендіарова (1901—1990), поетеса, перекладач з вірменської, єврейської та інших мов.

## Нагороди і премії
- Сталінська премія другого ступеня (1946) — за 3-й струнний квартет
- Заслужений діяч мистецтв Башкірської АРСР (1944)